# Metaciencia
La metaciencia o meta-investigación es el uso de metodología científica para estudiar la propia ciencia. La metaciencia busca mejorar la calidad de la investigación científica a la par que reducir la ineficiencia. En el mundo anglosajón también es conocida como "investigación de la investigación" y "ciencia de la ciencia", ya que emplea métodos de investigación para estudiar cómo se hace la investigación y dónde se pueden hacer mejoras. 
La metaciencia se preocupa de todas las áreas de investigación y ha sido descrita como "una visión de la ciencia a vista de pájaro". En palabras de John Ioannidis: "la ciencia es lo mejor que les haya ocurrido a los seres humanos... Pero lo podemos hacer mejor".
En 1966 un artículo de meta-investigación, examinó los métodos estadísticos de 295 artículos publicados en diez revistas médicas. Casi el 73% de los informes extrajeron conclusiones, cuando la justificación para estas conclusiones no eran válidas. En las siguientes décadas, la metainvestigación encontró muchos defectos metodológicos, ineficiencias, y malas prácticas en investigación en numerosos campos de la ciencia. Muchos de los estudios científicos no podían ser reproducidos, particularmente en medicina y las ciencias blandas. El término "crisis de replicación" fue acuñado a principios de la década de 2010 como parte de una mayor concienciación sobre el problema.
Se han implementado medidas para abordar los problemas revelados por la metaciencia. Estas medidas incluyen la preinscripción de estudios científicos y pruebas clínicas, así como la fundación de organizaciones como CONSORT y la Red ECUATOR, que proporcionan informes con directrices para la metodología y para "informar y publicar investigaciones". Hay esfuerzos continuados para reducir el mal uso de las estadísticas, para eliminar los incentivos perversos del mundo académico, para mejorar el proceso de revisión académica por pares, para combatir los sesgos en la literatura científica, y para incrementar globalmente la calidad y la eficacia del proceso científico.

## Historia
En 1966, un primer trabajo de meta-investigación, examinó los métodos estadísticos de 295 artículos publicados en diez revistas médicas de alto perfil. Se encontró que, "en casi el 73% de los informes leídos ... se sacaron conclusiones cuando la justificación de estas conclusiones no era válida".  Más tarde, la metainvestigación identificó una dificultad generalizada para replicar resultados en muchos campos científicos, incluida la psicología y la medicina. Este problema se denominó " la crisis de replicación". La metaciencia ha crecido como reacción a la crisis de replicación y a las preocupaciones sobre el desperdicio en la investigación.
Muchas editoriales destacadas están interesadas en la metainvestigación y en mejorar la calidad de sus publicaciones. Las principales publicaciones, como Science, The Lancet y Nature ofrecen una cobertura continua de la metainvestigación y los problemas de reproducibilidad. En 2012 PLOS ONE lanzó una Iniciativa de Reproducibilidad. En 2015, BioMed Central introdujo una lista de verificación de estándares mínimos de informes para cuatro títulos.
La primera conferencia internacional en el área amplia de meta-investigación fue la conferencia Research Waste/EQUATOR celebrada en Edimburgo en 2015; la primera conferencia internacional sobre revisión por pares fue el Congreso de revisión por pares celebrado en 1989.

En 2016 se lanzó Research Integrity and Peer Review. El editorial de apertura de la revista pidió "investigaciones que aumenten nuestra comprensión y sugieran posibles soluciones a problemas relacionados con la revisión por pares, informes de estudios y ética de investigación y publicación".

## Áreas de meta-investigación
La metaciencia puede clasificarse en cinco áreas principales de interés: métodos, informes, reproducibilidad, evaluación e incentivos. Estos corresponden, respectivamente, a cómo realizar, comunicar,  verificar, evaluar y recompensar la investigación.

## Crisis de replicación
La crisis de replicación (o crisis de replicabilidad o crisis de reproducibilidad) se refiere a una crisis metodológica en las ciencias causada por las dificultades encontradas por los investigadores para replicar los resultados de muchos de los experimentos científicos en investigaciones posteriores, bien por investigadores independientes o bien por los investigadores originales de estos estudios. Aunque la crisis ha estado presente a lo largo del tiempo, la frase fue acuñada a inicios de la década de 2010 como parte de una mayor concienciación sobre el problema. La crisis de replicación representa un tema de investigación importante en el campo de la metaciencia.
Considerando que la reproducibilidad de experimentos es una parte esencial del método científico, la incapacidad de replicar los estudios de otros investigadores tiene consecuencias potencialmente graves para muchos campos de la ciencia, lo que puede suponer el desmoronamiento de teorías significativas o que sean irreproducibles en su trabajo experimental.